# Alois Brummer
Alois Brummer (* 12. Mai 1926 in Mainburg; † 4. Mai 1984 in München) war ein deutscher Produzent, Drehbuchautor und Regisseur von Sexkomödien im Kontext der Sexwelle.

## Leben
Der Bauernsohn Alois Brummer war Kriegsteilnehmer und gründete nach Kriegsende in Ingolstadt ein Speditionsunternehmen. Durch einen Schuldner wurde er Besitzer von zwei Kinos, woraufhin er sich in der Zeit des Kinowunders immer mehr der Welt des Films zuwandte. Ab 1961 begann er selbst Filme zu verleihen. Neben Dokumentar- und Kriminalfilmen gehörten auch Sexfilme zu seinem Angebot.
1966 erwarb er, nach der Pleite des Filmverleihers, die Rechte am bereits abgedrehten Film Jungfrau aus zweiter Hand über einen Mord im Prostituiertenmillieu, reicherte ihn mit selbst nachgedrehten „scharfen Mädchenszenen“ an, und brachte den Film 1967 ins Kino.
1969 produzierte er seinen ersten eigenen Sexfilm, wobei er die Komik in den Vordergrund stellte und seltener auf den damals populären Aufklärungs- oder Reportagestil zurückgriff. Die Handlung erdachte er selbst, und auch die Regiearbeit wurde ab 1970 von ihm übernommen.
Sein erster eigenständiger Film Graf Porno und seine Mädchen wurde ein Erfolg. Rinaldo Talamonti, später einer der meistbeschäftigten Akteure im Sexfilmgenre, bekam hier seine erste Rolle. „Meine Filme sind nicht geistreich“, erklärte Brummer 1969, „aber geistreiche Filme sind auch kein Geschäft.“
1969 drehte der Filmmacher Hans-Jürgen Syberberg einen vom ZDF in Auftrag gegebenen Dokumentarfilm über Brummers Filmschaffen mit dem Titel Sex-Business – Made in Pasing. Dieser aber fühlte sich durch den Film bloßgestellt und zog sich ganz aus der Öffentlichkeit zurück. Auf die ihm zustehende Goldene Leinwand für den ersten Graf Porno-Film verzichtete er.
Brummer machte sich dadurch, dass er – in der Ära des Neuen Deutschen Films – immer seine finanziellen Interessen und den wirtschaftlichen Erfolg seiner Werke betonte, wenig Freunde. Seine Absicht, 1970 einen Dokumentarfilm über seinen Heimatort Mainburg zu drehen, wurde von den zuständigen Behörden durch Verweigerung der Drehgenehmigung durchkreuzt.
Nach Freigabe der Pornografie in Deutschland 1975 verlieh er zahlreiche amerikanische Pornofilme und brachte sie später auch unter eigenem Label als Videos heraus. Einer der bekanntesten Filme seines Verleihs wurde der Exploitation-Streifen Big Snuff des Produzenten-Ehepaars Roberta und Michael Findlay, der angeblich eine echte Mordszene enthielt. Der Skandalfilm wurde schließlich beschlagnahmt und Brummer (erfolglos) wegen Körperverletzung angezeigt.
Brummer war mindestens zweimal verheiratet, zum zweiten Mal von 1970 bis 1973. Er starb am 4. Mai 1984 in seiner Villa in der Berrschestraße 5 in Pasing, nachdem er dort von einer Leiter gefallen war.

## Filmografie
- 1967: Jungfrau aus zweiter Hand
- 1968: Sünde mit Rabatt (nur Darsteller)
- 1969: Graf Porno und seine Mädchen…
- 1969: Eros-Center Hamburg
- 1969: Graf Porno und die liebesdurstigen Töchter
- 1970: Dr. Fummel und seine Gespielinnen
- 1970: Graf Porno bläst zum Zapfenstreich
- 1971: Beichte einer Liebestollen
- 1971: Gestatten... Vögelein im Dienst
- 1971: Obszönitäten
- 1971: Pornografie illegal?
- 1972: Gefährlicher Sex frühreifer Mädchen
- 1972: Gefährlicher Sex frühreifer Mädchen 2: Höllisch heiße Mädchen
- 1973: Geilermanns Töchter – Wenn Mädchen mündig werden
- 1973: Liebesmarkt
- 1973: Unterm Dirndl wird gejodelt
- 1974: Beim Jodeln juckt die Lederhose
- 1974: Hey Marie, ich brauch mehr Schlaf, auf ins blaukarierte Himmelbett
- 1975: Mei Hos’ ist in Heidelberg geblieben
- 1975: Tam-Tam-Film Nr. 1 – Das Appartment-Haus / Hotel für Fremdenverkehr
- 1976: Verrückt nach steilen Kurven
- 1976: Im Gasthaus zum scharfen Hirschen / Zimmermädchen machen es gern
- 1976: Love Time für heiße Verführerinnen / 2 geile Hirsche auf der Flucht
- 1977: Der Junge mit der Tiefenschärfe
- 1978: Zwei Kumpel in Tirol
- 1981: Aus dem Tagebuch der Josefine Mutzenbacher
- 1981: Kursaison im Dirndlhöschen
- 1983: Katharina – Die nackte Zarin
- 1984: Rasputin – Orgien am Zarenhof